# 食蜥王龍屬
食蜥王龍屬（意為「以蜥蜴為食的帝王」）是異特龍科恐龍的一屬，化石發現於美國西部的莫里遜組，該地年代屬於侏儸紀晚期的啟莫里階，約1億5100萬年前。有些古生物學家認為食蜥王龍是異特龍的一個種，巨異特龍（A. maximus）。巨异特龙（A. maximus）原为巨食蜥王龙（Saurophaganax maximus），由大卫·史密斯（David K. Smith）于1998年发表。食蜥王龙是丘尔于1995年为俄克拉荷马州莫里逊组的巨型异龙科残骸所创建的分类单元，这些残骸以前被非正式命名为食蜥龙（Saurophagus），但该名称已被使用，因此丘尔将属名改为“食蜥王龙”。史密斯在1998年的变异分析中得出结论：食蜥王龙与异特龙之间的差异还不足以成立一个单独的属，但这些差异确实证明食蜥王龙是异特龙的一个有效种――巨异特龙（A. maximus）。这一做法在基干坚尾龙类的研究中被拒绝。2024年对归入食蜥王龙的化石材料的重新研究提出，该分类单元的髓弓不仅无法确切地归入兽脚类，反而与蜥脚类存在某些相似之处。其它食蜥王龙骨骼则被归入梁龙科蜥脚类。因此研究者将余下兽脚类骨骼归入异特龙新种王异特龙。
王异特龙（A. anax）于2024年根据几件属于不同骨骼的化石所描和并命名，正模标本是一块编号OMNH 1771的眶后骨。该物种的特征包括眶后骨缺乏褶皱纹饰、背椎有沙漏形椎体和气腔孔及眶后骨、颈椎与腓骨的其它特征。种名源自古希腊语ἄναξ（anax，意为王、主或部族首领），指其化石当初曾归入现为蜥臀目存疑属的食蜥王龙。
在莫里遜地區，食蜥王龍是種非常巨大的異特龍科恐龍，身長估計可能有10.5公尺到13公尺到15公尺之間，體重則估計約為3-6公噸。食蜥王龍的特徵是背部神經棘的基部（橫突的上方）有垂直的椎板，以及如絞肉機般外形的人字骨。

## 發現與命名

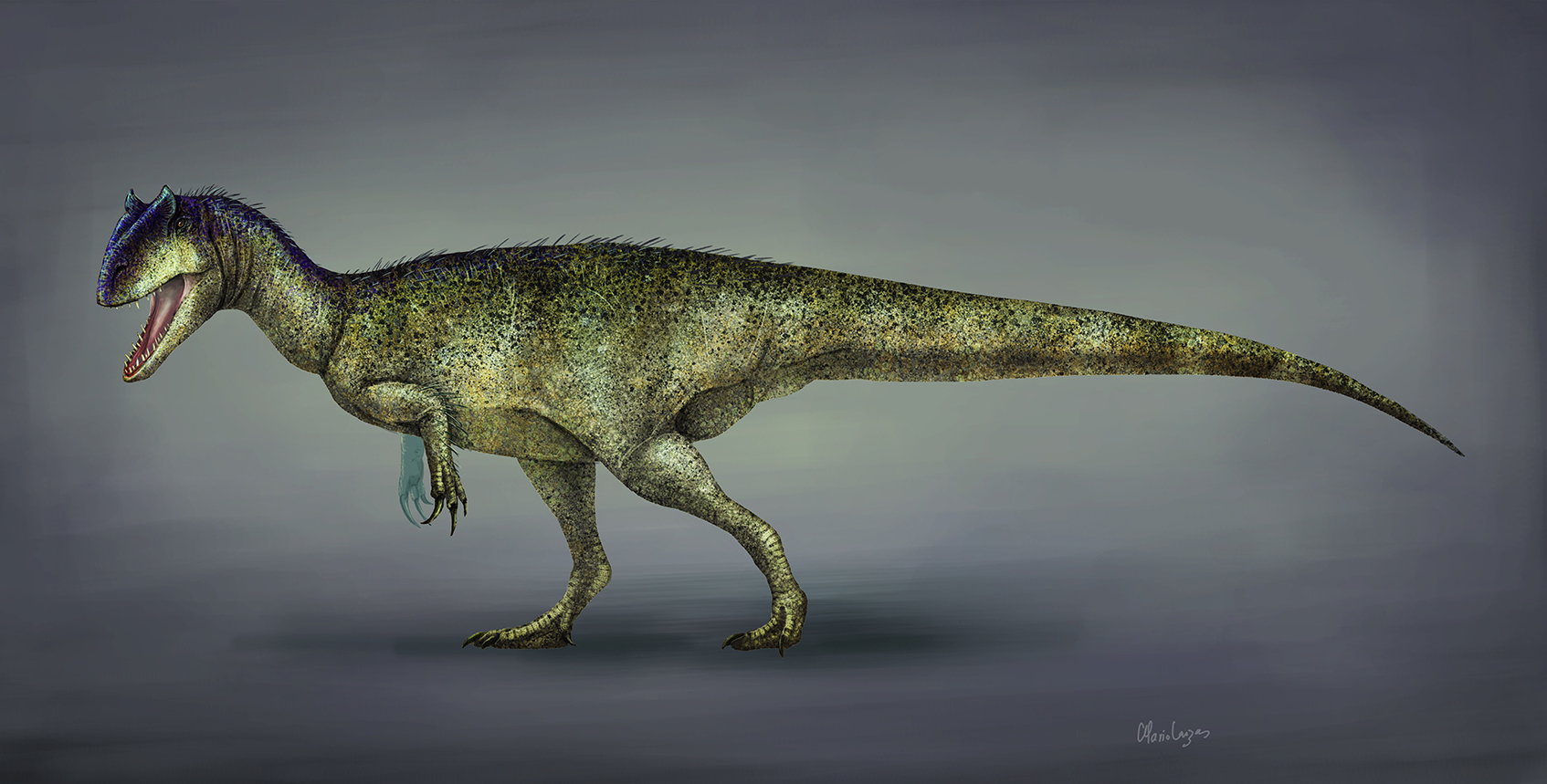
食蜥王龍的復原圖

在1931到1932年，John Willis Stovall在奧克拉荷馬州錫馬龍縣發現一個大型獸腳類恐龍的化石，該地層的年代為啟莫里階晚期。在1941年，Stovall將這個化石命名為新屬，模式種是巨食蜥龍（Saurophagus maximus）。屬名是由古希臘文的「蜥蜴」（sauros）與「以…為食」（phagein）所構成；種名在拉丁文意為「最大的」。但Stovall只是提到名稱，並沒有作出詳細研究，當時狀態是無資格名稱（Nomen nudum）。直到1950年，Stovall才作出詳細研究，食蜥龍這時才具有學術上的有效性。在1987年，史賓賽·盧卡斯（Spencer G. Lucas）將一個脛骨（編號OMNH 4666）標名為選模標本。
之後古生物學界發現，英國博物學家威廉·斯文森（William Swainson）在1831年所命名的某屬霸鶲，已優先使用「Saurophagus」這個學名，具有優先權。在1995年，丹尼爾·舒爾（Daniel Chure）將這恐龍更改屬名，食蜥王龍（Saurophaganax）。屬名的新字根anax，在古希臘文意為「統治者」。舒爾認為選模標本的脛骨，缺乏足夠的鑑定特徵，而且類似異特龍。他將一個神經弓（編號OMNH 01123）選為食蜥王龍的正模標本，但這並非食蜥龍的新模式標本。
許多原先被認為是巨食蜥龍（Saurophagus maximus）的化石，現在被編入到巨食蜥王龍（ Saurophaganax maximus）。最初所敘述的食蜥龍模式標本缺乏可鑒定特徵，而新命名的食蜥王龍具有可鑑定特徵。食蜥龍跟食蜥王龍的模式標本並不一樣，所以食蜥王龍、食蜥龍是兩個不同屬，食蜥龍目前狀態為疑名。
食蜥王龍的化石發現於奧克拉荷馬州，目前包含至少四個個體，包含目前研究最深入的化石（編號NMMNH P-26083）；而新墨西哥州北部則發現可能的化石材料，包含一個股骨、數節尾椎、一個臀部的骨頭。食蜥王龍是奧克拉荷馬州的州化石。目前在奧克拉荷馬州自然史博物館，有一個食蜥王龍的大型骨架模型。

### 異特龍與食蜥王龍
自從被命名以來，食蜥王龍的歸類長期處在爭議。在1995年，食蜥王龍被建立為獨立的屬。在1998年，食蜥王龍被歸類於異特龍的一個種，巨異特龍（A. maximus）。2004年的一個基礎堅尾龍類研究，則認為食蜥王龍是獨立的屬。近年於新墨西哥州發現的可能化石，可能有助於解決此一爭議。有争议的食蜥王龙，最初被鉴定为一种类似异特龙的大型兽脚类。2019年，劳赫与波尔指出其在异特龙超科内的分类地位非常不稳定，先后被恢复为中棘龙科或异特龙类的姐妹群甚至最原始的鲨齿龙类。2024年提出食蜥王龙不仅是疑名，而且是化石嵌合体。其正模标本过于破碎，无法确定属于蜥臀目的哪个类别，另有部分标本可能属于一种梁龙科的蜥脚类恐龙。
巨异特龙（A. maximus）原为巨食蜥王龙（Saurophaganax maximus），由大卫·史密斯（David K. Smith）于1998年发表。食蜥王龙是丘尔于1995年为俄克拉荷马州莫里逊组的巨型异龙科残骸所创建的分类单元，这些残骸以前被非正式命名为食蜥龙（Saurophagus），但该名称已被使用，因此丘尔将属名改为“食蜥王龙”。史密斯在1998年的变异分析中得出结论：食蜥王龙与异特龙之间的差异还不足以成立一个单独的属，但这些差异确实证明食蜥王龙是异特龙的一个有效种――巨异特龙（A. maximus）。这一做法在基干坚尾龙类的研究中被拒绝。2024年对归入食蜥王龙的化石材料的重新研究提出，该分类单元的髓弓不仅无法确切地归入兽脚类，反而与蜥脚类存在某些相似之处。其它食蜥王龙骨骼则被归入梁龙科蜥脚类。因此研究者将余下兽脚类骨骼归入异特龙新种王异特龙。
王异特龙（A. anax）于2024年根据几件属于不同骨骼的化石所描和并命名，正模标本是一块编号OMNH 1771的眶后骨。该物种的特征包括眶后骨缺乏褶皱纹饰、背椎有沙漏形椎体和气腔孔及眶后骨、颈椎与腓骨的其它特征。种名源自古希腊语ἄναξ（anax，意为王、主或部族首领），指其化石当初曾归入现为蜥臀目存疑属的食蜥王龙。

## 生態位
食蜥王龍是侏儸紀晚期北美洲的最大型肉食性恐龍之一，早期身長估計值約13到15公尺，近年估計值則略短。食蜥王龍的化石發現於新墨西哥州與奧克拉荷馬州的莫里遜組最晚層，顯示牠們很晚才出現於該地區、或者是數量比較稀少。食蜥王龍是種晚期的異特龍科，體型大於年代相近的異特龍、蠻龍。但在莫里遜組的獸腳類恐龍化石中，食蜥王龍的化石很稀少，因此無法得知其食性、行為。奧克拉荷馬州的莫里遜組曾發現許多迷惑龍化石，食蜥王龍可能會以牠們為食。

## 大眾文化
英國廣播公司（BBC）製作的電視節目《恐龍星球》第四集中，一隻食蜥王龍從另一隻異特龍奪取了後者捕獲的彎龍。儘管目前的研究表明食蜥王龍實際上屬於異特龍，即王異特龍。